# Jeyaraney Kathirithamby
Jeyaraney Kathirithamby – brytyjska entomolożka, specjalizuje się w badaniu wachlarzoskrzydłych.
Córka Thambapillari Kathirithamby i Ethel Balasavanthram Kathirithamby. Ukończyła Queen Mary′s College w Madrasie w 1967 i Imperial College w Londynie w 1971.
Związana z University of Oxford, St. Hugh′s College i Sam Houston State University. Autorka kilkudziesięciu prac naukowych. 
Zamężna za Malcolmem Daviesem (1978).

## Wybrane prace
- Kathirithamby J. „Strepsiptera”. W: Encyclopaedia of Insects. Springer, 2008.
- J.Kathirithamby, J. J. Gillespie, E. Jimenez-Guri, A. I. Cognato & J. S. Johnston. High nucleotide divergence in a dimorphic parasite with disparate hosts. Zootaxa 639, ss. 59-68, 2007
- J.Kathirithamby, L.D. Ross & S.J. Johnston. Masquerading as self? Endoparasitic Strepsiptera enclose themselves in host-derived epidermal „bag”. Proceedings of the National Academy of Sciences 100(13): 7655-7659, 2003